# آی‌پد پرو (نسل سوم)
آی پد پرو نسل سوم در تاریخ ۳۰ اکتبر ۲۰۱۸ معرفی شد و در دو اندازه صفحه نمایش ۱۱ اینچ (۲۸ سانتیمتر) و ۱۲٫۹ اینچ (۳۳ سانتیمتر) معرفی شد. این نمایشگرها جایگزین مدل ۱۰/۵ اینچی نسل قبلی می‌شوند. آی پد پرو نسل سوم همچنین دارای حداکثر ۱ ترابایت فضای ذخیره‌سازی است. فیس آی دی با استفاده از یک سنسور در حاشیه بالای تبلت است که برخلاف مدل‌های آیفونی که دارای فیس آی دی هستند، می‌تواند قفل آی پد را در هر جهت باز کند. این دستگاه اولین آی پد است که دارای اتصال USB Type-C است و جایگزین رابط اختصاصی لایتنینگ اپل می‌شود.

## امکانات
نسل سوم آیپد پرو در تاریخ ۳۰ اکتبر ۲۰۱۸ طی یک مراسم ویژه اپل در خانه اپرای هوارد گیلمن در بروکلین، نیویورک معرفی شد. مدل‌های جدید طراحی شده سال ۲۰۱۸ از نمایشگرهای جدید لبه به لبه لیکوئید رِتینا، فیس آی دی، دوربین‌های بهبودیافته ۱۲ مگاپیکسل و ۷ مگاپیسکل، اتصال USB-C و پردازنده‌های Apple A12X Bionic بهره می‌برند. این تبلت‌ها در اندازه‌های ۱۱ اینچ و ۱۲/۹ اینچ ارائه می‌شوند و اولین مدل‌های آیپد هستند که از نمایشگرهای ال سی دی برای روشن کردن (مثل آیفون ایکس) استفاده می کند. مدل‌های ۱ ترابایتی (۱ ترابایت= ۱۰۰۰ گیگابایت) منحصر به فرد بودند زیرا رم را از ۴ گیگابایت به ۶ گیگابایت افزایش می‌دادند.  علاوه بر این، تبلت‌های نسل سوم فاقد تاچ آی دی و جک هدفون هستند، که با فیس آی دی اولی جایگزین شده‌ است. این تبلت‌ها در ۷ نوامبر ۲۰۱۸ منتشر شدند و فقط در رنگ‌های نقره ای و خاکستری موجود هستند. همچنین باریک‌ترین آیپد با ضخامت ۵/۹ میلی‌متر است.